# 敦罗布剌什

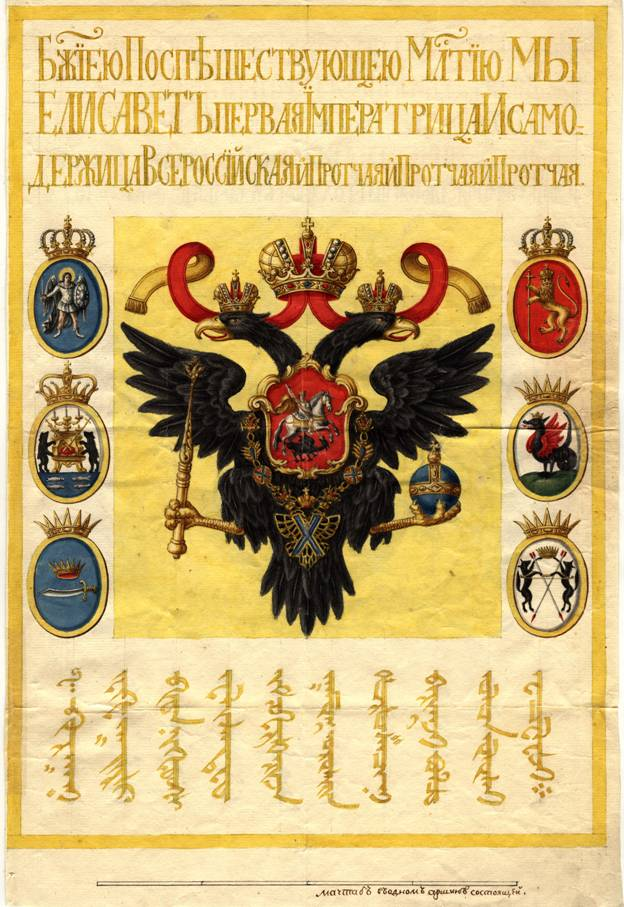
俄国女皇伊丽莎白一世1757年赐予敦罗布剌什的旗帜

敦罗布剌什（？—1761年），卡尔梅克汗国第七任大汗，阿玉奇的孙子，沙克都尔扎布之子。
1724年，阿玉奇死后，阿玉奇汗的次子策凌敦多布、孙子敦罗卜旺布相继继位。敦罗布剌什一致表示不满，与大汗针锋相对，1741年，敦罗卜旺布临死时，想传位给爱妃贾恩所生之子兰杜勒。但贾恩信仰伊斯兰教，汗国贵族不服，敦罗布剌什在俄罗斯帝国的支持下，成为新的大汗。汗国在阿玉奇汗死后近二十年後，终于恢复了稳定。但俄罗斯帝国对土尔扈特的控制大大加强，《俄罗斯帝国法令大全》和东正教干涉了汗国的内部事务。敦罗布剌什制订了《敦罗布剌什补则》（《敦罗卜剌什补充法规》）抵制俄罗斯法律。1761年，敦罗卜剌什去世，他19岁的幼子渥巴锡继位。